# Henry Onyekuru
Henry Chukwuemeka Onyekuru (* 5. Juni 1997 in Onitsha) ist ein nigerianischer Fußballspieler.

## Vereinskarriere
Henry Onyekuru begann mit dem Fußball in der Aspire Academy. Dort wurde ihm neben der fußballerischen auch eine schulische Ausbildung ermöglicht. Nach fünf Jahren in der Akademie gelang ihm der Wechsel nach Europa zum belgischen Verein KAS Eupen. Die Aspire Academy und KAS Eupen haben eine Partnerschaft, wodurch sein Transfer möglich wurde. In seiner ersten Saison für Eupen kam Onyekuru zu 19 Ligaeinsätzen und erzielte sechs Tore. In der Folgesaison waren es 38 Ligaspiele und 22 Tore. Mit dieser Anzahl an Toren wurde der Nigerianer gemeinsam mit Łukasz Teodorczyk vom RSC Anderlecht Torschützenkönig der Saison 2016/17. 
Vor der Saison 2017/18 verpflichtete ihn der FC Everton für ein Ablöse in Höhe von 7 Millionen Pfund und wurde unmittelbar an RSC Anderlecht verliehen. In Anderlecht spielte Onyekuru 19 Ligaspiele und traf neun Mal das Tor. Im Sommer 2018 ging Onyekuru auf Leihbasis zu Galatasaray Istanbul. Mit Galatasaray gewann Onyekuru die türkische Meisterschaft und wurde zudem Pokalsieger. In 31 Ligaspielen erzielte der Flügelspieler 14 Tore. 
Im Sommer 2019 wechselte Onyekuru dann zum französischen Erstligisten AS Monaco. In der Hinrunde der Saison 2019/20 kam Onyekuru zu vier Einsätzen in der französischen Liga. Im Januar 2020 wurde der Flügelspieler zum zweiten Mal an Galatasaray Istanbul ausgeliehen. Die Gelb-Roten bezahlten eine Leihgebühr von 750.000 Euro. Nach sechs Monaten kehrte er dann zu den Franzosen zurück. Am 25. Januar 2021 wurde Onyekuru zum dritten Mal von Galatasaray Istanbul ausgeliehen. Der türkische Klub hatte bis zum 11. Juni 2021 eine Kaufoption in Höhe von 4,35 Millionen Euro. Am 2. August 2021 wechselte Onyekuru mit einem Vier-Jahres-Vertrag zu Olympiakos Piräus nach Griechenland. Ein Jahr später ging er leihweise in die Türkei zu Adana Demirspor.

## Nationalmannschaft
Sein Debüt für Nigeria gab Henry Onyekuru am 1. Juni 2017 im Rahmen eines Freundschaftsspiels gegen Togo.

## Erfolge
KAS Eupen
- Torschützenkönig der Belgischen Pro Legue 2016/17 mit 22 Toren

RSC Anderlecht
- Belgischer Supercupsieger: 2017

Galatasaray Istanbul
- Türkischer Meister: 2019
- Türkischer Pokalsieger: 2019

Olympiakos Piräus
- Griechischer Meister: 2022